# Когурё
Когурё (кор. 고구려?, 高句麗?,[koɡuɾjʌ] кит. трад. 高句驪, упр. 高句丽, пиньинь gāogōulǐ, палл. Гаогоули, устар. Гао-Гюйли ; 37 до н. э. — 668) — государство народа когурё, говорившего на языке когурё.
Когурё существовало в период Трёх корейских государств. Современное название «Корея» происходит от названия средневекового государства Корё, которое, в свою очередь, является сокращением от «Когурё».
Столица государства Когурё — город Хвандо (по версии китайских историков — современный Цзиань в Северо-Восточном Китае), а с начала V века — Пхеньян.

## История
Также: Список правителей Когурё.
Наивысшего могущества государство достигло в конце IV века, контролируя обширную территорию на севере Корейского полуострова и провинцию Ляонин, и горные районы провинции Гирин в Маньчжурии. Усилению Когурё способствовала феодальная раздробленность соседнего Китая, правители которого не в состоянии были восстановить своё влияние в Корее.

### Основание
Первый исторически подтверждённый правитель Юримён-ван умер в 18 году н. э. Согласно неподтвержденным данным, он правил 21 год и умер в возрасте 60 лет.
Списки первых царей несколько разнятся в Самгук Саги и китайской хронике Бэйши.
Самые ранние упоминания о Когурё можно проследить из географических монографий Книги Хань и Самгук Саги. А лидерам Когурё были присвоены ранг и титул Ван, наиболее известными из которых были основатель и первый лидер Когурё Тонмёнсон (Чумон). Некоторые историки приписывают Когурё большую власть в период их правление.
Согласно Самгук саги XII века и Самгуннюса XIII века, принц из небольшого царства Пуё по имени Тонмёнсон бежал из королевство после борьбы за власть с другими придворными принцами и основал государство Когурё в 37 году до нашей эры в регионе под названием Чолбон Пуё. Тонмёнсон был монархом-основателем царства Когурё, и жители Когурё поклонялись ему как божественному монарху. Его прозвище Чумонг (Джумон, кор. 주몽; кит. 硃蒙, Чжумэн) что означало «превосходный стрелок» изначально было сленгом народа Пуё и Когурё, обозначавшим искусного лучника, что позже стало его именем. А в различных китайских литературных источниках, включая исторические исследования, написанные Северными Ци и Таном, его называли Джумоном — и это имя стало доминирующим в будущих произведениях, включая Самгук Саги и Самгук Юса.
Когда Джумон умер, власть наследовал его сын Юримён ван, ему наследовал (如栗) — Тэмусин-ван. После правил сын Жули — Молай (莫來) Мобон-ван. Мобон-ван завоевал Пуё.

### Отношения сХань
В 12 году н. э. Ван Ман приказал когурёсцам послать войска против хунну. Когурёские войска отказались идти в поход, а когда их попытались принудить, когурёсцы стали грабить китайские владения. Гнев Ван Мана пал на кого-то из когурёских правителей: по китайским данным был вероломно убит хоу Цзоу (騶, кор. Чху), а по корейским данным Янь Ю убил корейского военачальника Ёнби. Обрадованный Ван Ман приказал называть когурёского правителя не ваном, а хоу, тем самым понизив его статус. В ответ когурёсцы стали совершать набеги на ханьские земли.
Гуан У-ди в 32 году принял когурёское посольство с дарами. Страны заключили мир, и китайцы восстановили титул когурёского вана. Посольства направлялись также к Чжан-ди (76—88) и Ань-ди (106—125).
Но в 53—146 гг. н. э. Тхэджохо начал набеги на Лэлан. Правитель области Сюаньту Цай Фэн (蔡風) безуспешно пытался остановить когурёсцев. По китайским данным, тогда правил уже другой ван — Богу (伯固) Пэкко Синтхэ. В 169 году правитель области Сюаньту Гэн Линь (耿臨) побил несколько сотен когурёсцев. Синтхэ покорился и стал подчиняться знаменитому ханьскому генералу Гунсунь Ду. Вскоре они стали друзьями, и ван даже помог китайцам подавить мятеж в Фушане (место не установлено).
Ван Иимо (伊夷摸) или Нимму Когукчхон (179—197) был врагом ханьцев ещё при отце Пэкко, он грабил Ляодун и приютил 500 семейств хунну. Согласно источникам, он был высок и очень силён, строг, но великодушен. Гунсунь Кан (公孫康) по «приказу» номинального императора Сянь-ди (фактическим правителем был Цао Цао) вторгся в Когурё и сжёг столицу. Иимо вскоре перестроил столицу на новом месте. Несколько городов и деревень хунну также подняли восстание. По китайским сведениям, этот поход произошёл между 195 и 220 годами. По корейским же данным ханьское войско было наголову разгромлено в 184 году.

### Когурё в эпохуТроецарствия
В 238 году Вэй Мин-ди послал Сыма Сюаньвана (司馬宣王) против Гунсунь Вэнъи (公孫文懿 или гунсунь Юань 公孫淵). Когурёсцы послали на помощь Сюаньвану несколько тысяч солдат во главе с чубу тега. В 242 году ван напал на Ляоси.

### Война сВэй244—246 год
В 244 году начальник округа Ючжоу Уцю Цзянь (Гуаньцю Цзянь) направился в Сюаньту с 10 000 солдат. Предводитель когурёсцев — Ван Увиго Тончхон с двадцатью тысячами пеших и конных воинов ударил на китайцев у реки Пирюсу и убил 3000 их солдат. В следующем сражении в ущелье Янмэк когурёсцы убили ещё 3000 врагов. Ван решил, что сможет разбить Цзаня и с 5000 тяжеловооружённых всадников и ударил по китайцам. В сражении у Фэйлю (沸流) китайцы разбили когурёскую армию. Погибло более 18 000 человек.
Вана преследовали до Чэнсиани (赬峴). Он бежал на Амнокскую равнину. Зимой, втащив с помощью лошадей обоз на гору Хвандо (丸都山), где был город, китайцы перебили всё его население. Ван бежал вместе с женой и приближёнными.
В 245 году Цзянь отправил генерала Ван Ци (王頎) преследовать вана. Ван бежал в Окчо. Когурёсец Миру с небольшим отрядом воинов повернул и атаковал китайцев, что дало вану возможность собрать разбежавшихся солдат. Лю Окку вернулся и вынес раненного Миру с поля боя. В южном Окчо, где китайцы, пройдя 1000 ли, прекратили преследование, они поставили стелу с надписью о своих подвигах и возвратились через Наннан (район совр. Пхеньяна). Победные надписи были сделаны в районе горы Хвандо и крепости Пульла. Гуаньцю Цзянь узнал, что когурёсец Тыннэ всегда отговаривал вана вредить Вэй и уморил себя голодом, видя, что ван его не слушает. Цзянь повелел охранять его могилу и позаботился, чтобы вдову и детей Тыннэ отпустили на свободу.
По Самгук Саги когурёсец Нюю притворился, что сдаётся в плен и готов выдать вана. Нюю принёс еду и питьё для угощения вэйского командира и спрятал кинжал среди посуды. Когда вэйский командир вышел поприветствовать его, Нюю убил его кинжалом, но и сам был убит солдатами. Возникла суматоха и немногочисленные когурёсцы смогли разгромить передовой отряд китайцев.

### Когурё и северокитайские династии

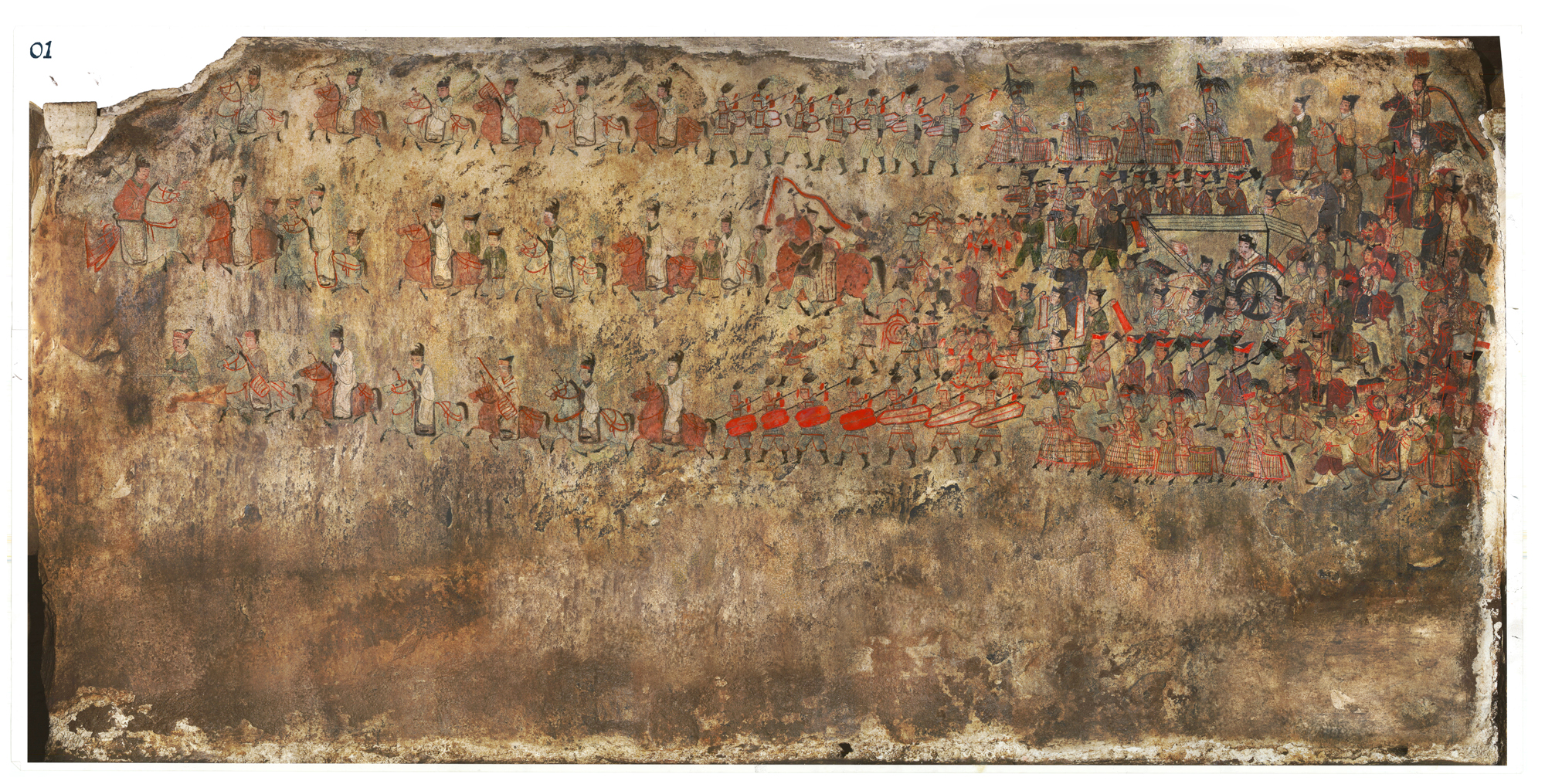
Военный поход. Фреска из гробницы в Анаке, КНДР. IV в. н. э.

Из-за междоусобной войны в Китае и вторжения кочевников связи с Когурё на время прекратились. В период между 307 и 312 годом Мужун Хуэй (кит. 慕容廆) захватил город Дацзи (大棘) в Чанли (ныне восточный Хэбэй), а в 319—320 году он стал губернатором Пинчжоу (平州, ныне Ляоян). Вскоре ван Ыбуль Мичхон напал на него. По китайским источникам Мужун не смог отразить нападение. По корейским, мужуны напали на когурёскую крепость Хасон, а в 320 когурёсцы вторглись на Ляодун, но были разбиты мужуновцами.
Мужун Хуан вторгся в Когурё в 342 году в 11-м месяце через южную дорогу (от Синцзина к устью Фэурцзяна, Синькай в Тунгоу), которая плохо охранялась и была трудна, но позволяла обойти крепость Хвандо. Он вёл 40 000 отборных воинов, Мужун Ба и Мужун были в авангарде. По северной дороге наступал Ван Юй с 15 000. Му, брат вана Саю Когугвона с 50 000 стоял на северной дороге, ван с небольшим войском был на южной. Неожиданная атака Мужуна Ханя, поддержанная Мужуном Хуаном, опрокинула когурёское войско. Цзозаньши Хань Шоу обезглавил когурёского военачальника Абуль Хавдога. Он разбил войско когурёсцев при Муди (木底) и преследовал вана до города Хвандо (丸都), который был взят. Ван на одной лошади бежал в Танунгок. Стены были разрушены, дома сожжены. Ван Юй на северной дороге был разбит и у когурёсцев оставались силы для сопротивления и блокирования мужунской армии. По совету Хань Шоу Мужун Хуан возвратился домой с заложниками.
В 370 году империя Янь была разгромлена войсками Цинь и когурёсцы выдали Мужуна Пина, который хотел укрыться у них.
В 371 году Когугвон был убит стрелой при отражении вторжения Пэкче.
В 385 год в 6-м месяце 40 000 когурёское войско вторглось на Ляодун и в Сюаньту. Они разбили Сыма Хаоцзина и захватили 10 000 пленных. Мужун Чуй (правитель государства Поздняя Янь) отправил своего брата Мужун Нуна (кит. 慕容農) отразить вторжение. Зимой того же года Нун вернул обе области.
В 400 году ван Ан Квангэтхохо получил от Мужуна Бао титул губернатора Пинчжоу, владетеля Ляодуна и Дайфана. Когурёсцы назначили чиновников: военачальника (司馬), офицеров (參軍官), помощника начальника приказа (長史). Вскоре Ляодун действительно стал когурёской провинцией.
В начале V века в Северном Китае росло влияние табагачского государства Северная Вэй и когурёсцы решили установить с вэйцами дипломатические отношения. В 425 году к Тоба Тао (424-452 год) ваном Корёном Чансухо было направлено посольство, которое прибыло в Аньдун (Даньдун) с докладом и данью. В 435 году ван попросил предоставить ему родословную дома императора Вэй, чтобы иероглифы их имён были изъяты из обращения. Император был рад и направил внештатного командующего кавалерией Ли Ао (李敖), который передал вану новые титулы. Остановившись в Пхеньяне, Ли Ао провёл разведку: он выяснил расстояние от Ляодуна до города Чжачэн (柵城) в 1000 ли, выяснил расстояние до «малого моря» (小海) на юге, узнал что в бывшем Пуё население выросло вдвое со времён старой Вэй. Осенью того же года ван направил благодарности Тай У-ди. Когурёсцы ежегодно платили дань в 200 цзиней золота и 400 цзиней серебра.
В 466 году император Вэньчэн-ди, по совету вдовствующей императрицы Вэньмин (文明太后), потребовал выдать ему дочь вана в младшие жёны. Дочь вана уже была выдана замуж и ван попросил принять не дочь, а племянницу. Император отправил вана Анло Чжэня (安樂王真) и министра Ли Фу (尚書李敷) отвезти подарки (шёлк) семье невесты. В Когурё стали говорить, что родство вэйского дома с яньским не помешало вэйцам захватить Янь, под предлогом организации свадьбы вэйские послы выведают слабые места Когурё. Ван отправил письмо императору с сообщением о смерти невесты. Император отправил Чэн Цзуня (侍程), чтобы выяснить, умерла ли невеста, напомнить вану, что в таком случае он должен подыскать новую и лучше выполнять указы. Ван практически арестовал послов, но император умер и дело замяли.
Весной 520 года вэйцы поймали посла Когурё к Лянскому императору. При обыске посла они обнаружили документы о даровании титула Вана от лянского императора, церемониальные одежды и меч-цзянь (劍). Посла и регалии отвезли в Лоян. Вэйцы не стали ссориться с Императором Когурё и сами отправили ему титулы. Между тем, когурёсцы продолжили контакты с Лян. В 534 году Император Восточной Вэй Сяо Цзин-ди дал Императору Анвону новый титул: великий военачальник кавалерии (驃騎大將軍). В 546/547 году когурёсцы установили дипломатические отношения с Западной Вэй. В 550 году были отправлены послы в Северную Ци
В 551 году тюрки напали на крепость Синсон и, не сумев взять её, осадили Пэгам. Генерал Ко Хыль с 10 000 воинов отбил нападение, 1000 тюрок попали в плен. Воспользовавшись этим, генерал из Силла Кочхильбу захватил 10 когурёских уездов.

### Когурё и Южнокитайские династии (Цинь, Лю Сун, Южная Ци, Лян)

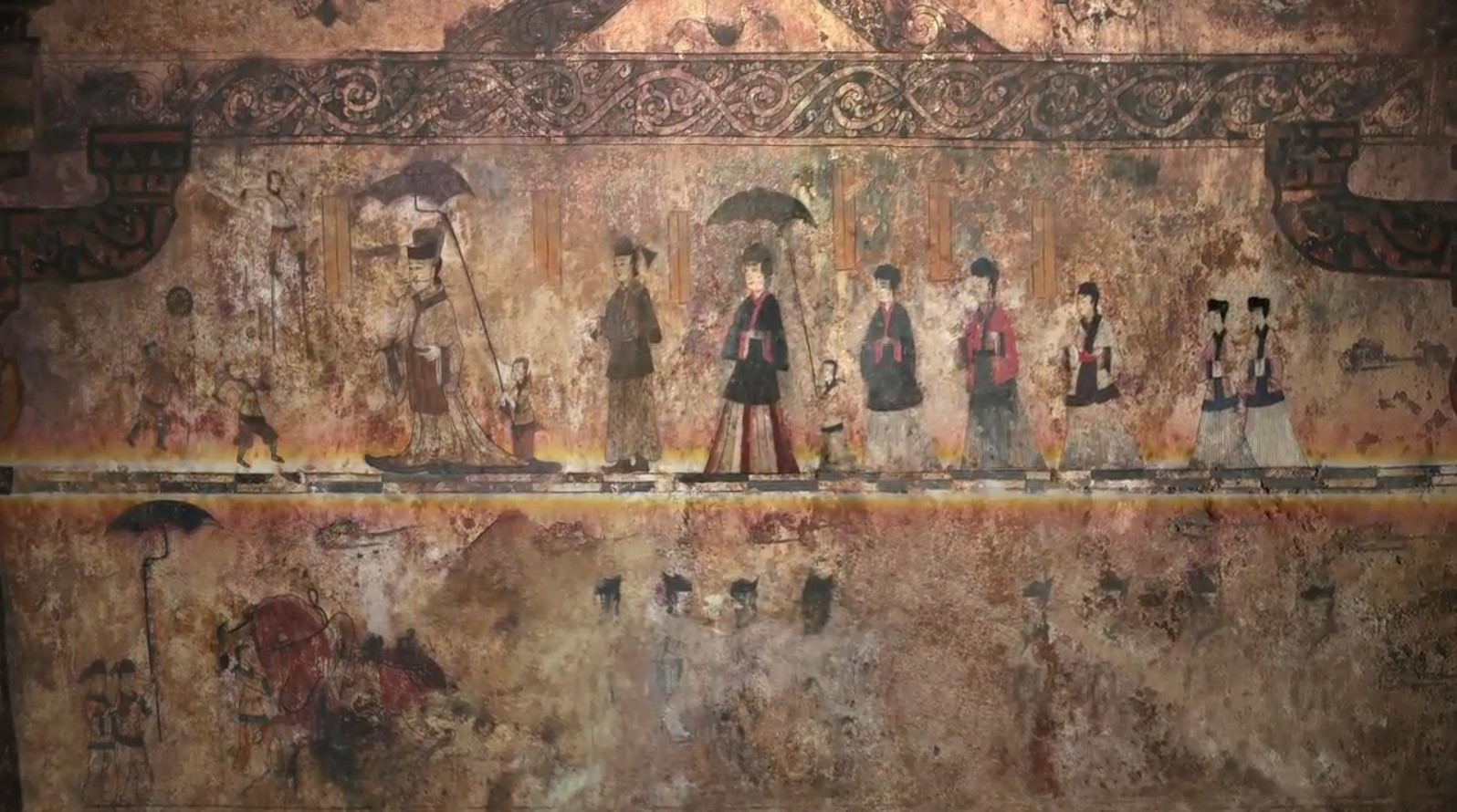
Дворцовая процессия. Фреска из гробницы в Сусан-ри, близ Нампхо, КНДР. V в. н. э.

В 413/414 году Император Чансуван (кор. 장수왕), отправил к императору Цзинь Ань-ди посольство.
При Шао-ди, в 424 году также было отправлено посольство.
В 438 Фэн Хун (馮弘) последний правитель Северная Янь был разбит войсками Юань Вэй и нашёл убежище в Когурё, в Бэйфэнчэн (北豐城) и оттуда просил помощи у Южной Сун. южносунский Вэнь-ди отправил к нему Ван Байцзю (王白駒) и Чжао Цисина (趙次興), а когурёсцам приказал помочь ему. Когурёсцы убили и посланников и сбежавшего.
В 458 когурёсцы прислали в Южную Сун сушеньские стрелы с древками из дерева витекс и каменными наконечниками.

### Война с Суй
Основная статья: Когурёско-суйские войны.
В конце VI — начале VII века воевало с китайской империей Суй, что привело к падению последней.
В 589 году династия Суй покорила южнокитайскую династию Чэнь и объединила Китай. Это очень обеспокоило когурёсцев. Император Пхёнвон приказал готовить войска и зерно для войны. Суй Вэнь-ди испугался этого и в 591 были послал грамоты с дарованием титулов Когурё. Когурё проигнорировало. В 597 году ван Йонянхо получил от Суй Вэнь-ди грамоту с большой печатью и требованием платить дань. В ответ на это в 598 году Император Когурё напал на Ляоси. Правитель Инчжоу Вэй Шичун (韋世衝擊) отразил нападение. Суй Вэнь-ди пришёл в ярость. Принц Ян Лян был назначен юаньшуаем — маршалом. была собрана трёхсоттысячная армия и флот. Сразу же обнаружился недостаток припасов. При вступлении в Юйгуань начались ливни и вспыхнула эпидемия. Флот Чжоу Лохоу вышел из Дунлая и направился к Пхёньяну, но был размётан бурей. Всё же армия дошла до реки Ляохэ. Где были разбиты в бою. В девятом месяце, осенью, суйские войска отступили их потери составили 80-90 % первоначальной численности армии.
Когда Суй Ян-ди вступил на престол в 605 году, империя была уже восстановлена после веков раздроблённости и стала невероятно мощна.
В 607 году император застал у Тули-хана тайного посла из Когурё. По совету приближённых, император вызвал посла и сказал, что Тули-хан верный вассал и приезжает к императору, а император может также к нему приехать, если ван Когурё верный вассал — пусть приедет на поклон, иначе император сам пожалует к нему с войском.
Весной 611 года император Сун перенёс ставку в Чжоцзюнь и стал собирать войска. Официально война была объявлена в 612 году. Было собрано 1 333 800 человек. Армия должна была нападать двумя колонами. Кавалерийский полк состоял из 10 отрядов по 100 человек, в армии (их было 12) было 4 полка. В каждой армии было по 4 пехотных полка, в каждой по 20 отрядов, отличавшихся цветом знамён и шнурков доспехов.
Армии выступали с промежутком 40 ли и для их полного выхода понадобилось 40 дней (По Ли Чжи: 24 дня). Войска растянулись на 960 ли. В центре ехал император с гвардией и двором.
Весной 612 года суйские войска столкнулись с сопротивлением когурёсцев на переправах через Ляохэ. Со второй попытки суйцы построили понтонный мост. Суйцы осадили крепость Ляодун (она же Сянпин). Начались тяжёлые бои. В ставку Суй Ян-ди три раза прибывал посол с уведомлением о сдаче крепости и три раза когурёсцы снова начинали обороняться. В шестом месяце император перенёс ставку в лагерь Люхэчэн недалеко от Ляодуна и пригрозил своим генералам казнью.
В это время флот Лай Хуэра высадил десант около Пхёньяна и несколько десятков тысяч отборных войск отправились на штурм. Суйцы вошли во внешний город и начали грабёж, но лучшая часть войск Когурё была спрятана в храме и они напали на суйцев с тыла. Лай Хуэр был отброшен к берегу, но смог укрепиться там.
Пехота под началом Юйвэнь Шу подошла на 30 ли к Пхёньяну, но не имела сил для штурма, повернула. Тем временем другие армии стали терпеть поражения от когурёсцев Узнав об этом, Лай Хуэр решил отступить. Из 305 000 воинов ударного корпуса осталось только 2700 человек. Император приказал заковать в цепи Юйвэнь Шу. В 25 день седьмого месяца император приказал отступать. Все достижения Суй заключались во взятии крепости Мурёра, рядом была основана крепость Тундин и учреждён новый округ Ляодун.
Весной 613 года император прибыл в Чжоцзюнь и объявил мобилизацию населения для подвоза припасов. Император разрешил полководцам действовать по обстоятельствам. Юйвэнь Шу и Ян Ичэнь отправились на Пхёньян, Ван Жэньгун на Синсон. Император лично руководил осадой Ляодуна, когда его застали известия о мятеже Ян Сюаньганя, который решил взять Лоян. Император, в страхе, велел отступать. Чиновник Ху Сычжэн (斛斯政) выдал когурёсцам положение суйских войск и когурёсцы стали преследовать и истреблять их, хоть и действовали не в полную силу, боясь хитрости. Суйский арьергард, в основном, погиб. По косвенным данным суйская армия насчитывала около 300 000 человек.
Осенью 614 года Суй Ян-ди, несмотря на сопротивление советников и мятежи, прибыл с войском к крепости Хуайюань. Лай Хуэр взял крепость Писа и направился к Пхёньяну, где и был разбит. Война завершилась победой Когурё, хотя китайские историки яростно отрицают это.

### Покорение империей Тан
В 618 году к власти в Китае пришла династия Тан. Незадолго до этого в Когурё умер Император Йонянхо и на престол вступил Император Йонню. Император, в 619 году отправил послов в Тан с предложением мира. В 622 году стороны договорились о взаимной выдаче беглецов, в Тан было отправлено более 10 000 беглецов.
В 624 году в Когурё прибыли даосские проповедники, которые получили большое влияние на Императора.
Узнав, что Ли Шиминь победил тюркского кагана Ашину Доби в 628 году, Император Йонню выслал Императору Тан поздравления и карту с границами Когурё.
В 641 году в Когурё прибыл танский посол Чэнь Дадэ (陳大德). Когурёсцам быстро стало понятно, что Дадэ служит чжифан ланчжуном, то есть фактически является начальником разведки, собирающим сведения о положении военных дел в соседних странах. Дадэ вёз много шёлковых тканей и дарил их начальникам городов и гарнизонов, заручившись их расположением, он под предлогом «любви к горам и рекам» свободно перемещался по стране и собирал сведения. Он так же искал китайцев, живущих в Когурё, и сообщал им о родных, отчего завоевал их расположение. Император согласился принять Дадэ только в окружении телохранителей.
Зимой 642 года главный министр (макниджи) Ён Кэсомун (или Ён Кэгым, Ён Кэсомун) совершил в Когурё переворот. Он перебил более 100 человек высших сановников и со своими войсками ворвался во дворец, изрубил Императора Йонню и бросил останки в канал. Кэсомун возвёл на престол племянника Поджана, но фактически правил сам, запугав высших и простолюдинов.

#### Поход645 года
Ли Шиминь завершил подготовку к вторжению, начатую в 641 году. Провиант стали свозить в пограничные города Инчжоу (營州) и в крепость Гудажэньчэн (古大人城). Чжан Лян был поставлен во главе полевой армии для взятия Пхёньяна. Его заместители: Чан Хэ (常何) и Цзо Нань (左難). Приказано собрать 40 000 воинов и построить 500 судов для переправы через море. Ли Шицзи (李勣) возглавлял армию, направленную в Ляодун, его помощником был Ван Даоцзун (王道宗). Корпусами командовали Чжан Шигуй (張士貴), Чжан Цзян (張儉), тюрк (бывший приближённый Багадур-шада) Чжиши Сыли, телес Циби Хэли (契苾何力), будущий тюркский каган Ашина Мише, Цзян Дэбэнь (薑德本), Цюй Чжичэн (曲智盛), У Хэйта (吳黑闥).
Весной 645 года армия торжественно выступила из Лояна. Летом Ли Шицзи с армией перешёл Ляохэ. Чжан Цзянь с авангардом из тюркских войск выиграл битву у крепости Конансон, убил несколько тысяч человек. В мае пала крепость Гаймучэн (蓋牟城, кор. Кэмо), её взял Ли Шицзи и Дао Цзун, было захвачено много пленных и зерно. Крепость переименовали в Гайчжоу (蓋州). Чжан Лян с моря напал на крепость Писа. Чэн Минчжэнь (程名振) ночью подошёл к городу, предатели открыли ворота, и было убито 8000 когурёсцев.
Ли Шицзи продвинулся к крепости Ляодун Ёдон. Император приказал построить мосты и гати через болота у озера Ляо. Были похоронены скелеты погибших при походе Суй. Из крепостей Сэнсон и Кукнэсон на помощь Ляодуну вышло 8000 конных когурёсцев. Дао Цзун был готов встретить их с 4000 конницы и 40 000 пехоты. Пехота Чжан Цзуньи была разбита когурёсцами. Дао Цзун приказал рубить головы бежавшим и остановил бегство, поднялся на холм и увидел, что корейцы перегруппируются. Тогда он с 4000 всадников напал на них и остановил наступление. Чжан Цзуньи он казнил и насадил его голову на копьё. По версии китайцев крепость была сдана. По версии японцев и корейцев она была оставлена уже после того, как подоспевшие войска разбили китайцев. Крепость стала непригодна для обороны из-за сильных разрушений от осадных машин и пожаров..
Вскоре танская армия с юго-запада напала на крепость Пэкам. Комендант Сон Дэым прислал человека к императору Тан, чтобы договориться о тайной сдаче крепости. Император передал танский флаг, который вывесили на стене. Защитники крепости решили, что танцы уже ворвались в крепость и сложили оружие. Но Ли Шицзи (李勣) обманул и отдал город на разграбление. В плен попало 2000 воинов и 10 000 семейств. Император помиловал всех пленников.
Пэкам стал округом Яньчжоу (岩州), Сон Дэым стал губернатором. Ли Шицзи захватил 700 воинов и они согласились сражаться на стороне Тан, но Император Тан велел их прогнать.
Ли Шиминь подошёл к крепости Аньси (Аньши). С севера подошли армии Ко Ёнсу и Ко Хечжин, а также 15 000 всадников мохэ. Император счёл, что лучше разбить полевую армию, не дав соединиться с гарнизоном. Ко Ёнсу, несмотря на советника, предлагавшего перекрыть подвоз продовольствия китайцам, продвинулся вперёд на 40 ли от крепости. Император отправил 1000 тюрок во главе с Ашина Шээром (второй сын Чуло-хана) спровоцировать когурёсцев. Они столкнулись с мохэскими всадниками и бросились назад. Ко Ёнсу подошёл на 8 ли к крепости и встал на склоне горы. Удалось ослабить бдительность Ко Ёнсу сообщением о грядущих мирных переговорах. Ли Шицзи с 15 000 воинов занял западный перевал, Чжансун Уцзи и Ню Цзиньда с 8 тысячами отборной конницы спрятались в узкой долине на севере. Император с 4000 конницы и 80 000 пехоты вынужден был штурмовать гору. На восходе Ко Ёнсу решил первым атаковать войско Ли Шицзи, но в это время император приказал подать сигнал к общему наступлению. Когурёсцы стали перестраиваться для отражения императора. Пешие копейщики Шицзи пробились сквозь ряды когурёсцев, началась гроза и земля стала скользкой. Погибло 20 000 когурёзцев (согласно Самгук Саги — 30 000). Но Ко Ёнсу перешёл к обороне на склоне горы. Император приказал разрушить мосты и полностью окружить его. Ко Ёнсу и Ко Хечжин сдались с 3680 воинами когурёсцами, а 3300 мохэ были казнены (по корейским сведениям — похоронены заживо за атаку на ставку императора). Ко Ёнсу и Ко Хечжин были помилованы и награждены.
На военном совете Ли Шицзи настоял на взятии северной крепости Аньси, которая считалась неприступной. Но штурм Аньси не принёс результатов. Ёнсу и Хечжин посоветовали напасть на крепость Оголь, где был старый и немощный комендант, тогда можно было открыть дорогу на Пхеньян. Уцзи отсоветовал, заключив, что оставлять 100 000 корейцев на севере в тылу — рисковать императором. Аньси стали осаждать, используя осадные башни с востока и камнемёты с запада. Император узнал от шпиона про ночную вылазку. И вылазка сорвалась. Хотя осадные машины китайцев разрушали стены и башни, город взять не удавалось. Когурёсцы успевали менять солдат и офицеров на стенах и заделывать проломы. Однажды в день было 67 стычек. Из земли и стволов деревьев китайцы построили холм у юго-восточной стены, с которого можно было наблюдать за происходящим в крепости. Офицер Фу Фуай (傅伏愛) с солдатами должен был занять вершину холма. Насыпь осела и, надавив на стену крепости, обрушила её. Из пролома вышли когурёсцы и захватили насыпь, сделали там окопы с заслонами из горящих ветвей и заняли круговую оборону. Император казнил Фу Фуая и выставил его голову. Следующие три дня китайцы безнадёжно штурмовали крепость.
Началась осень (согласно Ганму, октябрь). По корейской версии, из Хамхына пришло подкрепление. Видя сокращение продовольствия и фуража, Ли Шиминь приказал развернуть войска и отправиться на родину. Комендантом был чиновник в ранге «сонджу». В корейских записях не осталось его имени. В XVIII веке корейский историк Сон Джунгиль написал, что коменданта звали Ян Манчхун (якобы это имя сохранилась в неназванных китайских записях). Он вышел на стену крепости и два раза поклонился императору, который пожаловал ему 100 кусков шёлка и похвалил за верность и стойкость. Вместе с войсками было приказано увести в Китай население округов Гайчжоу и Ляочжоу. Ли Шицзи и Дао-цзун с 40 000 воинов прикрывали отступление. В Ляочжоу оставалось ещё 100 000 мешков зерна, которые пришлось бросить. Через Ляохэ было невозможно переправиться из за топей и размытых берегов. 10 000 человек должны были мостить дорогу и делать понтон из телег. Ли Шиминь лично трудился и возил фашины на своей лошади. В десятом месяце танские войска спешно пересекли реку Пальчха. Была ночь и началась снежная буря, многие замёрзли насмерть, император приказал зажечь костры вдоль дорог для обогрева.
Кампания завершилась. По китайским записям в поход отправилось 100 000 человек и 10 000 лошадей по суше, и 70 000 по морю. Потери пешей армии составили 1-2 тыс. человек, во флоте несколько сот, и 8000 лошадей. Когурёсцы потеряли 40 000 человек. Корейские данные определяют потери Тан, как «огромные». Скорее всего китайских летописях данные о потерях были сознательно уменьшены. Танцы взяли 10 крепостей: Хёнтхо, Хвэнсан, Кэмо, Мами, Ёдон (Ляодун), Пэкам, Писа, Хёпкок, Ынсан, Хухван. 70 000 человек было переселено в Тан. 14 000 пленных стали евнухами. Ко Ёнсу умер от «злобы и тоски». Ко Хеджин переселился в Чанъань. В провале стали обвинять Дао-цзуна, но тот сказал, ещё раньше предлагал взять Пхеньян, Ли Шиминь заметил, что такого не припоминает.

#### Война 646—648 года
В 646 году когурёсцы попытались добиться мира с Тан, но несмотря на состоявшийся обмен дарами, отношения оставались натянутыми. Заносчивость Кэсомуна возросла и он перестал отвечать (посольствами) императору и начал войну с Силлой. В 647 году император принял план советников, заключавшийся в постепенном истощении Когурё беспрестанной войной. Армию возглавил Ню Цзиньда (牛进达) и Ли Шицзи с 3000. Были подготовлены большие корабли с башенками и 10 000 человек десанта. Ли Шицзи сжигал все небольшие укрепления на границе. Ню Цзиньда провёл около 100 боёв, осенью взял крепость Соксон и осадил Чокни. Ли Хайань (помощник Цзиньда) разбил десятитысячную когурёсскую армию, убив 3000 человек. Император приказал заложить новые большие корабли для высадки в Когурё. Зимой в Тан прибыл принц Имуу для заключения перемирия.
В 648 году танскую армию возглавил Сюэ Ваньчэ (薛萬徹) для нападения с моря с 30 000солдат. Пятитысячная когурёзская армия была разбита в горах Гэшань, но другие 10 000 солдат попытались сжечь китайский флот. Они были перебиты по отдельным отрядам в засадах. У города Пакчак (泊灼) генерал Ваньчэ разбил тридцатитысячную когурёзскую армию Ко Муна. Видя истощение сил Когурё, император готовил на 649 год поход армии в 300 000 воинов. Лес для кораблей должны были заготавливать в Сычуани. Это было поручено племенам лао, которые в ответ восстали, 20 000 войск было послано на усмирение. Многие жители Сычуани были разорены непомерными повинностями. Смерть Ли Шиминя 10 июля 649 года положила конец подготовки к войне.

#### Уничтожение Когурё
В 654 году когурёский генерал Анго вместе с частью мукри, подконтрольных Когурё, напал на Тунляо, где жили недавно завоёванные подконтрольные Тан кидани и город Синчен. Буря, недостаток стрел и палы, которые пустили кидани, вынудили его отступить. Весной-летом 655 года когурёсцы отняли у Силлы 33 крепости. Перед лицом когурёской угрозы Силла обратилась за помощью к китайскому императору Гао-цзуну. Китайский генерал Чэн Минчжэнь (程名振) пересёк реку Квидан и разбил пограничное когурёское войско. Разграбил и сжёг городские предместья. Действия танцев в 658 году не имели значительных успехов.
В 660 году танскую армию возглавили Киби Хэйли, Су Динфан, Лю Байин и Чэн Минчжэнь. В 661 году было собрано 44 000 войск из северо-восточных областей. Император отказался от личного участия в походе под влиянием У Хоу. Летом, в четвёртом месяце, танская армия, при участии союзных войск, пересекла границу Когурё 35 колоннами. В это время часть когурёских войск безуспешно осаждала силласкую крепость Пукхансан. Осенью Су Динфан разбил корейскую армию на реке Пхэган, закрепился на горе Маыпсан и приступил к осаде Пхёнъяна. Сын Кэсомуна Намсэн с несколькими десятками тысяч лучших войск перекрыл переправы на реке Амнок. Циби Хэли удалось форсировать реку по свежему льду и неожиданной атакой разбить его и уничтожить 30 000 когурёсцев. Но он не смог продолжить наступление, так как получил приказ вернуться.
Весной 662 года Пан Сяотай был разбит Кэсомуном в верховьях реки Сасу. Погибло войско, Сяотай и 13 его сыновей. Зимой начались сильные холода, силласцы пытались помогать продовольствием, но в итоге Су Динфан снял осаду с Пхёнъяна. Война прекратилась.
Видимо, к этому времени в отношениях с Тан был достигнут определённый компромисс, так как принц Покнам (или Намбок) был отправлен к императору для церемоний на горе Тайшань.
В 666 году умер Ён Кэсомун. Пост макниджи получил старший сын Намсэн. Вскоре возникла вражда с младшими братьями Намгоном и Намсаном. Проиграв бой, Намсэн закрепился в крепости Куннэсон и обратился к Тан с просьбой о помощи. Император отправил армию во главе с Циби Хэли. Осенью, Пан Туншань (龐同善) разбил когурёское войско, что позволило Намсэну бежать в Тан. Намгон объявил себя макниджи, его дядя Ён Джонтхо начал тайные переговоры с Тан о сдаче. Зимой император призвал Ли Шицзи возглавить войска в Ляодуне, Пан Туншань и Циби Хэли были подчинены ему, для снабжения армии он напрямую мог распоряжаться всеми налогами Хэбея.
Осенью 667 года Шицзи осадил крепость Синсон, считая её ключом к стране. Жители во главе с Сабугу связали коменданта и сдали крепость, которую занял Киби Хэли. Шицзи взял 16 городов. Сюэ Жэньгуй предотвратил контратаку когурёсцев под Синсоном. Гао Кань выдвинулся вперёд и был разбит. Корейцы стали преследовать его и был разбиты фланговой атакой Сюэ Жэньгуя. Погибло 50 000 человек, пали крепости Намсо, Мокчо, Чханам. Китайцы соединились с войсками Намсэна. Го Дайфэн (郭待封) с флотом подошёл с моря к Пхёнъяну, но у него вскоре возник голод из-за невозможности снабжения. Когурёсцам удалось перевести 30 000 на реку Амнок. Под стенами Анси когурёсцы встретили Хао Чуцзюня и напали на его армию, в то время, как китайский полководец обедал. Несмотря на возникшую в войске панику, Чуцзюнь не прервал трапезы, а пообедав, собрал лучшие силы и разбил когурёсцев.
Весной 668 года Шицзи взял крепость Пуё. При штурме отличился Сюэ Жэньгуй, который прорвался в крепость с 3000 солдатами. Вскоре сдались 30 или 40 окружающих городков. Намгон отправил 50 000 войск вернуть Пуё. На реке Сольха они встретились с Шицзи и были разбиты, пало 5000 и было пленено 30 000 человек. Шицзи взял крепость Тэхэн. Осенью Шицзи соединился с Циби Хэли и форсировал Амнок, выбив когурёские отряды. Вскоре пала крепость Ёги. Циби Хэли первым прибыл под стены Пхёнъяна, вскоре к нему присоединился Шицзи. Когурёские войска стали сдаваться и бежать. Началась осада Пхёнъяна к которой присоединились и подоспевшие силлаские войска. Ван Поджан послал делегацию во главе Намсаном для обсуждения условий сдачи. Но Намгон решил сражаться. Намгон назначил командующим буддийского монаха Синсона (信誠), который вместе с другими офицерами согласился открыть ворота через 5 дней.
Через пять дней танская армия вступила через открытые ворота и стала жечь Пхёнъян. Намгон попытался заколоть себя, но выжил и был захвачен в плен. Вместе с ним в плен попали Император и другие вельможи. Зимой начались приготовления к параду. Ранней весной первые пленные прибыли в Чанъань. Были помилованы и награждены: ван Поджан (поскольку был безвластен), Намсан и Синсон. Намгон был сослан в Цяньчжоу (Гуйчжоу). К империи было присоединено: пять областей, 176 городов, 990 000 дворов, преобразованные в 9 дудудфу (наместничество), 42 области, 100 уездов. Знатные когурёсцы привлекались к управлению наравне с китайцами. Пхёнъян стал столицей Аньдунского духуфу (военное наместничество), Сюэ Жэньгуй стал первым духу, ему придано 20 000 войск для умиротворения области. Вскоре он перенёс ставку в Синсон и начал подавление восстания Ком Моджама в районе Пхёнъяна. Граница установилась по реке Тэдонган, территории южнее заняли силласцы.

### Последствия
В 669 году, весной, незаконнорождённый сын вана по имени Ансын ушёл в Силлу с 3000 семей. Осенью 38 300 (или 30 тыс. или 28 200 при 1800 телег, 3300 коров, 2900 лошадей, 60 верблюдов) семей было выселено из Когурё и расселено на пустующих землях внутренних провинций Китая.
Локальное сопротивление китайским войскам никогда полностью не прекращалось. В 670 Ком Моджам провозгласил ваном Когурё Ансуна (внука Поджана по дочери). Гао Кань (高偘) и Ли Цзинсин (李謹行) были отправлены во главе карательного корпуса. Ансун убил Моджама и бежал в Силлу, где позже создал двор в изгнании. В 671 остатки мятежников были разгромлены в крепости Анси Гао Канем. В 672 году мятежники были разбиты на горе Пэкпинсан, также было схвачено 2000 силласцев, отправившихся на помощь мятежникам. Ли Цзинсин разбил восставших на реке Хороха. После повторного сражения в Чанъань было отправлено 10 000 ушей.
В 677 году, в связи с замирением Когурё, ван Поджан был переселён в Синсон и формально восстановлен в правах. Вскоре он начал тайные переговоры с мукри. Также позволили вернуться многим насильно выселенным из Когурё. Связи с мукри быстро открылись, и ван был сослан в Анчжоу, где умер в 682 году и был похоронен с почестями в Чанъани. Многие бежали в Силлу, к мукри или к тюркам. Токму, сын Поджана, был назначен правителем Аньдуна в 699 году, и его род правил там относительно самостоятельно.

## Государственное устройство
Император имел два дворца — в городе и за городом.
Первая столица была в Куннэ, нахождение которого достоверно не известно, в 427 ван переехал в Пхеньян. Город был построен без какой либо специальной системы и представлял собой классическую конструкцию с Внутренним Городом с сильной крепостной стеной, и с внешним посадом, огороженным полицейской стеной. Стены многократно достраивались при росте города, при этом сохранялись и старые, то усложняло его взятие и предохраняло против пожаров. На расстоянии 8 ли от города располагались форты на 800 человек гарнизона с конями. Известно о четырёх таких сооружениях. Расстояние между ними составляло около 5 ли.
Кроме столиц, существовало насколько десятков других городов, в которых устроены были собственные суды.
В государстве служили чиновники трёх разрядов: краай (相加) (Встречающий), тубрапо (對盧沛)(Распорядители зерна), кашудакра (古鄒大加)(Древнейший Старейшина) — принимали послов. Также есть письмоводители тоба (主簿)(Писарь), ютаи (優台)(Постановщик Таблиц, Глашатай), шитя (使者)(гонцы), бракисени (帛衣先人)(управляющий людьми шёлковой одежды). Ютаи и тоба носили чиновничьи шапочки, которые больше были похожи на колпаки, чем на головные уборы с задней пластинкой, которые носили ханьские чиновники. Краай (相加) (Встречающий) носили шапочку, похожую на китайскую «бянь» (弁). Чиновники приказов вставляют в неё по два пера. Позже чиновничество разрослось до 12 разрядов. Столичный чиновник управлял пятью приказами.
Тюрем ещё не существовало; во всяком случае, они не упоминаются в источниках. Виновного судили собравшиеся для этого чиновники и, если осуждали, то тут же казнили, а жену и детей отдавали в рабство. Бунтовщиков привязывали к столбу и сжигали, потом отрубали голову, а семью отдавали в казну. Вор был должен вернуть украденное двенадцатикратно. Если человек брал в долг у казны или у частного лица, то детей должника за неуплату продавали в рабство.
Налоги: ткани по 5 пи (疋) холста, проса по 5 даней (то есть всего около 5 центнеров.) С ремесленников налог взимался раз в три года. 10 человек совместно вносили один пи тонкого холста. Земельная подать: зажиточное домовладение — один дань (около 100 литров), средние — 0,7 даня, бедные 0,5 даня (70 и 50 литров соответственно).

## Население

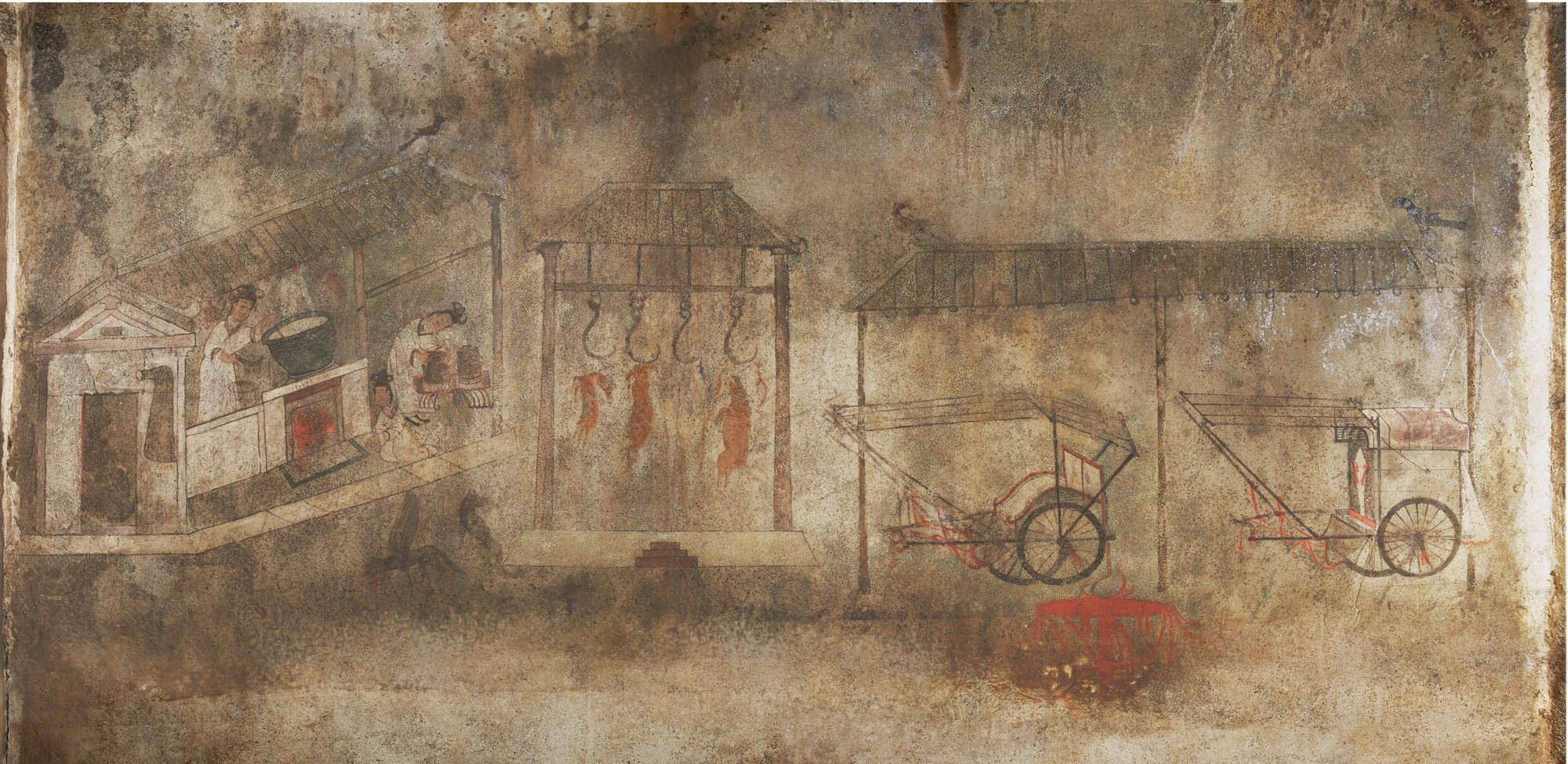
Дворцовая кухня. Фреска из гробницы в Анаке, КНДР. IV в. н. э.

Когурёсцы не соблюдали китайского придворного обычая объедаться до рвоты и были умеренны в еде. Любили различные красивые здания. Поскольку обычаи и язык схожи с пуёскими, китайцы, опираясь на предания этих народов, считали когурёсцев потомками пуёсцев или народами одного происхождения. Вечером когурёсцы собирались вместе: мужчины и женщины для песен и плясок в специальные постройки, когда был снег, или на улице, когда была тёплая погода. Имели одежду, красиво расшитую золотом и серебром, для публичных собраний. В быту носили одежду из ткани, шёлка, а также кожи и меха.
Знать и богачи носили широкие шапки не сужавшиеся кверху, без полей, из тёмно-красного шёлка сорта ло (罗) и украшенные золотом и серебром, большие и длинные халаты с широкими рукавами и широкие штаны с белым кожаным поясом. Обувь шилась из жёлтой кожи. Женщины надевали нижнюю рубаху, юбку и сверху длинное платье.
Почтение выражали, приподняв (возможно: выставив вперёд при поклоне) одну ногу. Ходили быстро, как и пуёсцы. Стоя, руки складывали сзади, при ходьбе держали руку в руке спереди. Были любителями сидеть на корточках и вести разговоры, нередко «пошлые и грубые». Старшие и младшие мылись в одной реке и спали в одной комнате, что было совершено неприемлемо с китайской точки зрения.

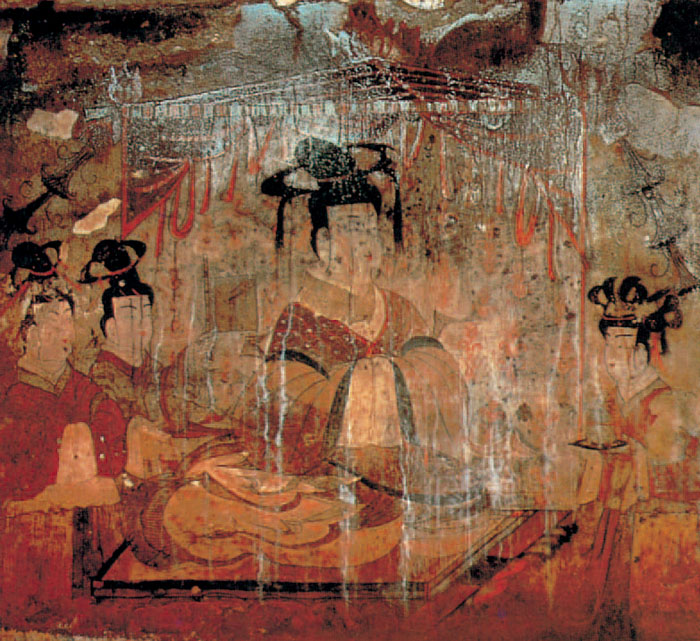
Придворные дамы. Фреска из гробницы в Анаке, КНДР. IV в. н. э.

До брака, с точки зрения китайских историков V—VI века, были невоздержанными в отношениях с противоположным полом, но после свадьбы остепенялись. Брачные церемонии справляли в доме невесты и жили там, пока не родится сын, тогда переезжали к мужу. Семья жениха давала молодым свинью и вино, и ничего больше. Если кто получал за дочь большой дар, то над ним смеялись и говорили, что он «продал дочь в рабство». Мужчины часто бросали своих жён.
Умершего клали в гроб и ставили в склеп, где гроб мог стоять до трёх лет. Потом выбирали благоприятный день и хоронили. На похоронах играли на музыкальных инструментах и плясали, приносили золото и серебро и другие ценности клали в могилу, которую делали из камней и обсаживали соснами и кипарисами. Остальное имущество умершего: одежды, разные редкости, повозки, лошади ставились вокруг могилы и гости по очереди разбирали их. Родители или супруг покойного соблюдали траур три года, братья и сёстры — три месяца. Покойного обязательно оплакивали.
По мнению китайцев, когурёзцы были злыми и вспыльчивыми, коварными и скрытными. При этом они были сильными и искусными воинами. Почитали физическую силу, владение луком, копьём, мечом-дао. Воины носили доспехи и шлемы (по записям V—VI века). Вообще, оружие употребляли подобное китайскому. Разводили пони чуть выше метра ростом. Нередко проводили военные учения. Любили устраивать набеги, поэтому рано сделали своими подданными Окчо и Тонъе.
Когурёзцы делились на 5 племён (на классическом китайском): Сеуна (消奴, живут на западе)(Сбросившие рабство), Зодна (絕奴, живут на севере) (Сломавшие рабство), Кэлна (順奴, живут на востоке)(Затуманившие рабство), Консна (灌奴, живут на юге) (Смывшие рабство), Кэйро (桂婁, живут в центре)(Одетые в Османтус душистый). Сеуна вначале были царствующим родом, но поскольку были малочисленны, Кэйро сменили их. (По всей видимости китайцы под видом «царствующих родов» описывают какое-то другое явление.)

## Экономика
Жили частично оседло, но частично ещё кочевали в поймах рек, постепенно переходя к пойменному земледелию. Таким же было земледелие в горных долинах, где земли были сильно истощены, так как изначально были неплодородными, за исключением тех, что существовали в поймах рек. Статьями экспорта являлись кони, шерсть, бронза, агат и изделия из него, шёлк и изделия из него, рабы. Импортировалось главным образом золото которое считалось небесным металлом важным для религиозных обрядов, предметы роскоши и железо. Так же для религиозных обрядов переменялся порох. В целом торговый баланс был нейтральным, пока знать не начала злоупотреблять роскошью. Но, в общем, объём внешней торговли был относительно небольшой для такого большого государства, что объясняется неразвитостью товарно-денежных отношений. В Когурё ещё не было денег в привычном нам понимании, в качестве денег использовалась изобретенная ещё скифами для Великого шёлкового пути система, которая основывалась на фиксированной ценности шкур, весового серебра и зерна. Так же многое было подчинено религиозному аспекту. В частности, в Когурё смогли изобрести фейерверки, но не смогли найти военного применения пороха из-за сакрализации Небесного Огня, Так как главным тотемным культом Когурё был культ Восточого Феникса, птицы, символизирующей Огонь и Небо, и использовать порох иначе как для поклонения Небу понималось как святотатство.
Также ничем не оправданный избыточный импорт золота, которое шло на религиозные обряды и не приносило практической пользы, сильно подрывал экономику. Это вызвало массовое бегство из Когурё, в частности, на Японские острова, ещё задолго до его падения. Подобный импорт принёс Когурё славу государства-работорговца, не ценящего своих людей. Впрочем, реальное положение рабов было довольно сносное, что обеспечивало и хороший приплод, и постоянные поставки живого товара на окрестные рынкиТак же этому способствовала. Росту работорговли способствовала и система законов, по которому преступник за любое преступление обращался в рабство, если не мог выплатить огромный штраф.

## Язык Когурё
Сохранилось немало когурёских глосс, причём многие из них находят параллели в древнеяпонском языке. Однако кореанист А. В. Вовин считает, что «когурёский язык», родственный японскому, был распространён только в южной части княжества, тогда как в северной был распространён предок корейского языка. В подтверждение своей точки зрения он указывает на тот факт, что в соседних языках отсутствуют заимствования, которые можно было бы отождествить с «когурёскими» глоссами, тогда как корейские заимствования достаточно многочисленны.

## Культура Когурё
Из Китая были привезены книги: У-Цзин, Три Истории (Шицзи, Хань Шу, Хоу Хань Шу), Сань-го чжи, Цзин Янцю (晉陽秋) Сунь Шэна.
Музыкальные инструменты: Пятиструнный Усянь (五弦), Цисяньцинь, Аджэн, бамбуковый рожок били (피리), хэнчуй (флейта с боковым отверстием для рта, для исполнения военных мелодий), Пайсяо, барабан, тростниковая дудочка (吹蘆) по которой настраивается оркестр.
В первый день Нового Года устраивался праздник с играми на реке Тэдонган, в конце ван спускался из носилок и в одежде входил в воду. Народ делился на две команды старавшиеся облить друг друга водой, гоняясь друг за другом с криками. После двух-трёх сходок игра прекращалась. Называлось это «забава умыванием».

### Верования
Существовали храмы духов Земли и Урожая (社稷), а также духа, тождественного китайскому фениксу.
В 10-м лунном месяце (обычно октябрь) приносили жертву Небу, называя этот обряд «дунмэн» (東盟). Обряд совершался на вулкане Пэкту, который тогда был более активен. Часть пожертвований кидали в вулкан. Ими были скот, золото и люди. Зажигались фейерверки.
Жертвы так же приносились в десятый месяц года в большой пещере на востоке страны (禭神), где был храм духа «Когурё», почитавшегося в виде деревянной статуи женщины. Вероятно, в этом лежат корни более поздней легенды о Тангуне. В другом храме молились духу Годэн (高登). Так же молились первым Императорам. Вообще было много почитаемых духов.
В 372 году в Когурё приняли буддийских миссионеров и часть населения обратилась в буддизм.
В VII веке были приняты даосские проповедники из Тан и привезены их религиозные книги и изображения. Впоследствии не раз приглашали даосов и это учение имело успех в Когурё. По косвенным данным первые даосы попали в Когурё ещё при Троецарствии, при разгроме школы Пяти доу риса.

## Когурё и современная политика
В Корее Когурё называют одним из трёх раннефеодальных корейских государств. В Китае, однако, сейчас относятся как к зарубежному государству — даннику Китая. Позднее, в соответствии с расширительной трактовкой истории Китая как многонационального государства, принятой в официальной китайской историографии, к ней стали относить историю всех государств, когда-либо существовавших на территории современного Китая — другими словами, история Когурё в период до переноса столицы в Пхеньян должна считаться частью китайской истории.
В 1990-е годы китайские историки предприняли масштабные попытки продемонстрировать, что Когурё на самом деле представляло собой одно из китайских государственных образований — по мнению наблюдателей, целью этих действий стало отказать претензиям Кореи на правопреемство Когурё.
В 2002 году китайское правительство начало осуществление многомиллиардной программы, касающейся северо-восточных районов страны. В рамках этой программы переписываются учебники истории, восстанавливаются памятники истории Когурё — в частности, в районе современного города Цзиань, где, по мнению историков, находилась древняя столица этого государства. Начало осуществления данной программы вызвало волну протестов со стороны учёных Кореи, Японии и России и способствовало антикитайским настроениям в Южной Корее.

### Комментарии
1. ↑  исторически подтверждённый
первый правитель Юри умер в 18 году н. э.
2. ↑  В связи с символической нумерологией
3. ↑  Не ясно, были ли эти когурёсцы подданными вана или жителями китайского округа
4. ↑  У Бичурина: полководец Ма Сюань-ван
5. ↑  Титул, у Бичурина прочитано как имя Чжубудагя (主簿大加)
6. ↑  По китайским данным Вигу Сансан, по кореёским Увиго Тончхон
7. ↑  Самгук Саги: на Сианьпин
8. ↑  У Бичурина 253 — неверно, Самгук Саги запись под 246
9. ↑  В Китае иероглифы имени императора не могут использоваться в быту
10. ↑  都督遼海諸軍事 = Единоличный командующий войск Ляохая, 征東將軍 — командующий восточного направления, 領東夷中郎將 — руководитель дворцовой стражи стран восточных варваров, 遼東郡公 — Цзюнгун Ляодуна, 高句麗王 — Ван Когурё
11. ↑  Так у Бичурина. В оригинале 遊人 — странники. Бэй Ши, 94